# گابریل سانتینی
گابریل سانتینی (انگلیسی: Gabriel Santini؛ زادهٔ ۲۳ مهٔ ۲۰۰۰) بازیکن فوتبال است.
از باشگاه‌هایی که در آن بازی کرده‌است می‌توان به باشگاه فوتبال الاتحاد کلبا اشاره کرد.